# Station Łubiana
Station Łubiana is een spoorwegstation in de Poolse plaats Łubiana. Het station bestaat uit drie perrons.